# 格伦伍德 (犹他州)
格伦伍德（英文：Glenwood），是美国犹他州塞维尔县下属的一座城市。建市于 1863年，面积大约为0.54平方英里（1.4平方公里），海拔约为5,272英尺（1,607米）。根据2010年美国人口普查，该市有人口464人。